# Jean Van Ackere
Jean Constantin Van Ackere (Wevelgem, 11 maart 1805 - aldaar, 1 oktober 1884) was een Belgisch politicus.

## Levensloop
Hij was een telg uit het geslacht Van Ackere.
In 1853 werd hij aangesteld als burgemeester van Wevelgem in opvolging van Pieter De Brabandere, een functie die hij uitoefende tot aan zijn dood. Hij werd als burgemeester opgevolgd door zijn zoon Jules van Ackere. Tevens was hij provincieraadslid voor de provincie West-Vlaanderen.
In 1936 werd de voormalige Menenstraat ter hoogte van kasteel Vanackere (vanaf de Markt tot aan de hoek van de Kloosterstraat) hernoemd tot Vanackerestraat in herinnering van de drie opeenvolgende burgemeesters 'Van Ackere'.